# تله هابزی

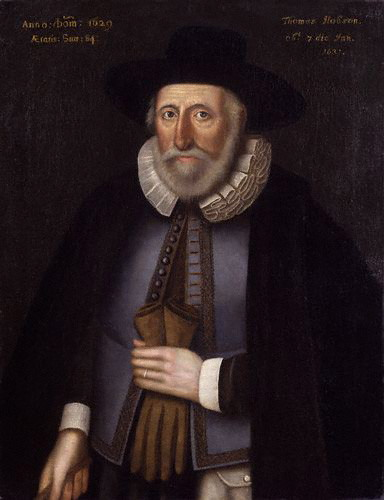
توماس هابز، پرتره‌ای در گالری ملی پرتره (لندن)

تله هابزی (به انگلیسی: Hobbesian trap) (یا معمای شلینگ) نظریه‌ای است که توضیح می‌دهد چرا جنگ پیش‌دستانه بین دو گروه به دلیل ترس دوجانبه از حمله قریب‌الوقوع رخ می‌دهد. بدون تأثیرات خارجی، این وضعیت منجر به مارپیچ ترس می‌شود (تبصره ۲۲، دور باطل، تعادل نش) که در آن ترس منجر به مسابقه تسلیحاتی می‌گردد که به نوبه خود منجر به افزایش ترس می‌شود. تله هابزی را می‌توان بر اساس نظریه بازی توضیح داد. اگرچه همکاری نتیجه بهتری برای هر دو طرف خواهد بود ولی بی‌اعتمادی متقابل منجر به اتخاذ راهبردهایی می‌شود که نتایج منفی برای هر دو بازیکن و همه بازیکنان به همراه دارد. این نظریه برای توضیح شیوع درگیری‌ها و خشونت‌ها از افراد به دولت‌ها استفاده شده‌است.

## تاریخچه
نخستین نمونه از استدلال تله هابزی، تحلیل توسیدید از جنگ پلوپونز است. توسیدید اظهار داشت ترس و بی‌اعتمادی نسبت به طرف مقابل منجر به تشدید خشونت شده‌است. این نظریه بیشتر با توماس هابز مرتبط است. توماس شلینگ (۱۴ آوریل ۱۹۲۱–۱۳ دسامبر ۲۰۱۶) اقتصاددان آمریکایی نیز ترس را انگیزه‌ای برای درگیری می‌دانست. نظر شلینگ با اعمال نظریه بازی در جنگ سرد و راهبرد هسته‌ای ایالات متحده چنین بود: در شرایطی که دو طرف در وضع تضاد ولی دارای منافع مشترکی باشند، دو طرف اغلب به جای درگیری آشکار، تلاش می‌کنند تا به توافق ضمنی دست یابند.

## نمونه‌ها
استیون پینکر طرفدار نظریه تله هابزی است و این نظریه را در بسیاری از درگیری‌ها و بروز خشونت بین مردم، گروه‌ها، قبیله‌ها، جامعه‌ها و دولت‌ها به کار برده‌است. مسائل مربوط به کنترل اسلحه به عنوان یک تله هابزی توصیف شده‌است. یک مثال رایج، معضلی است که هم سارق مسلح و هم صاحب‌خانه مسلح هنگام ملاقات با یکدیگر با آن مواجه می‌شوند. ممکن است هیچ‌یک از طرفین نخواهند شلیک کنند ولی هر دو از تیراندازی طرف مقابل می‌ترسند، بنابراین ممکن است تمایل به شلیک پیشگیرانه داشته باشند، اگرچه نتیجه مطلوب برای هر دو طرف این است که به کسی شلیک نشود. 
نمونه مشابهی بین دو کشور، بحران موشکی کوبا است. ترس و بی‌اعتمادی متقابل بین کنشگران احتمال جنگ پیش‌دستانه را افزایش داد. تله‌های هابزی در پرونده سلاح‌های هسته‌ای را می‌توان خنثی کرد اگر هر دو طرف بتوانند حمله دوم را تهدید کنند، که توانایی مقابله با نیروی هسته‌ای پس از حمله اول است. این اساس نابودی حتمی طرفین است.
شکلی از تله هابزی برای پاسخ به تناقض شکلی با این استدلال استفاده شده‌است که هر دو تمدن پیشرفته فضاپیما به جای خطر نابودی، ناگزیر به دنبال نابودی یکدیگر هستند.

## اجتناب
با تأثیراتی که اعتماد بین دو طرف را افزایش می‌دهد، می‌توان از تله هابزی جلوگیری کرد. در مورد هابز، تله هابزی در وضع طبیعی وجود خواهد داشت که در غیاب قانون و اجرای قانون، تهدید معتبر خشونت از سوی دیگران وجود دارد. ممکن است حملات پیشگیرانه را توجیه کند. برای هابز، ما با نام بردن از حاکمی که متعهد می‌شود خشونت را با خشونت مجازات کند، از این مشکل اجتناب می‌کنیم. برای مثال، در بحران موشکی کوبا، جان اف. کندی و نیکیتا خروشچف متوجه شدند در تله هابزی گرفتار شده‌اند که به آنها کمک کرد امتیازاتی بدهند تا بی‌اعتمادی و ترس کاهش یابد.

## مطالعه بیشتر
- پینکر, استیون (2012). فرشتگان بهتر طبیعت ما: چرا خشونت کاهش یافته‌است. گروه پنگوئن ایالات متحده. ISBN 978-0143122012.
- گارفینکل, میشل آر.; اسکاپرداس، Stergios (20 April 2012). کتاب راهنمای اقتصاد صلح و درگیری آکسفورد. نیویورک: انتشارات دانشگاه آکسفورد. ISBN 978-0195392777.